# Мукачівська міська рада
Мука́чівська міська́ ра́да — орган місцевого самоврядування у складі Закарпатської області. Адміністративний центр — місто обласного значення Мукачево.

## Загальні відомості
- Територія ради: 27 км²
- Населення ради: 86 140 осіб (станом на 1 серпня 2015 року)[1]
- Територією ради протікає річка Латориця

## Населені пункти
Міській раді підпорядковані населені пункти:
- м. Мукачево

## Склад ради
Рада складається з 36 депутатів та голови.
- Голова ради: Балога Андрій Вікторович
- Секретар ради: Маняк Іван Георгійович

### Керівний склад попередніх скликань
| Прізвище, ім'я, по батькові | Основні відомості                                                                      | Дата обрання | Дата звільнення |
| --------------------------- | -------------------------------------------------------------------------------------- | ------------ | --------------- |
| Петьовка Василь Васильович  | Міський голова, 1967 року народження                                                   | 26.03.2006   | 01.12.2007      |
| Ленд'єл Золтан Золтанович   | Міський голова, 1946 року народження, освіта вища, безпартійний                        | 30.11.2008   | 31.10.2010      |
| Ленд'єл Золтан Золтанович   | Міський голова, 1946 року народження, освіта вища, член партії Єдиний Центр            | 31.10.2010   | 25.10.2015      |
| Балога Андрій Вікторович    | Міський голова, 1988 року народження, освіта вища, член політичної партії Єдиний Центр | 25.10.2015   |                 |

Примітка: таблиця складена за даними сайту Верховної Ради України та ЦВК

### Депутати VII скликання
За результатами місцевих виборів 2015 року депутатами ради стали:

#### За суб'єктами висування
| Суб'єкт висування                                       | Кількість обраних депутатів | %     |
| ------------------------------------------------------- | --------------------------- | ----- |
| Політична партія Єдиний Центр                           | 17                          | 47.22 |
| Партія «Відродження»                                    | 9                           | 25.00 |
| Політична партія Всеукраїнське об'єднання «Батьківщина» | 4                           | 11.11 |
| «КМКС» Партія угорців України                           | 3                           | 8.33  |
| Політична партія «Об'єднання „Самопоміч“»               | 3                           | 8.33  |

#### За округами
| № округу                                                | Прізвище, ім'я, по батькові      | Дата нар.  | Освіта              | Партійна приналежність                                        | Відомості |
| ------------------------------------------------------- | -------------------------------- | ---------- | ------------------- | ------------------------------------------------------------- | --- |
| політична партія Єдиний Центр                           |                                  |            |                     |                                                               | |
| 21                                                      | Йонаш Іван Михайлович            | 27.01.1977 | вища                | безпартійний                                                  | ОРХЄЦ «Нове Життя», єпископ                                                                                         |
| 20                                                      | Дем'ян Юрій Юрійович             | 25.04.1963 | вища                | безпартійний                                                  | Обласна дитяча клінічна лікарня, м. Мукачеве, завідуючий травматологічним відділення                                |
| 7                                                       | Кушнір Іван Іванович             | 11.11.1953 | вища                | член політичної партії Єдиний Центр                           | Гуманітарно-педагогічний коледж МДУ, директор                                                                       |
| 23                                                      | Лабош Михайло Михайлович         | 08.07.1965 | вища                | член політичної партії Єдиний Центр                           | Мукачівська загальноосвітня школа І-ІІІ ступенів № 2 ім. Т. Г. Шевченка, директор                                   |
| 33                                                      | Іванчо Роберт Йосипович          | 18.11.1970 | вища                | безпартійний                                                  | ТзОВ «ТГ СЕРВІС», директор                                                                                          |
| 8                                                       | Лендьєл Іван Іванович            | 12.02.1960 | вища                | член політичної партії Єдиний Центр                           | Виконавчий комітет Мукачівської міської ради, начальник відділу з питань внутрішньої політики                       |
| 27                                                      | Маняк Іван Георгійович           | 04.07.1955 | вища                | член політичної партії Єдиний Центр                           | Виконавчий комітет Мукачівської міської ради, секретар Мукачівської міської ради                                    |
| 2                                                       | Євстратьєв Роман Романович       | 29.06.1961 | професійно-технічна | член політичної партії Єдиний Центр                           | Приватний підприємець                                                                                               |
| 11                                                      | Зотова Наталія Василівна         | 27.11.1969 | вища                | безпартійна                                                   | ТРК "Студія "1+1, регіональний кореспондент                                                                         |
| 9                                                       | Щербан Тетяна Дмитрівна          | 02.02.1967 | вища                | безпартійна                                                   | Мукачівський державний університет, ректор                                                                          |
| 28                                                      | Ілов Василь Адамович             | 19.07.1971 | вища                | член політичної партії Єдиний Центр                           | Мукачівська спеціалізована школа № 16, директор                                                                     |
| 12                                                      | Паламарчук Ольга Семенівна       | 02.01.1962 | вища                | член політичної партії Єдиний Центр                           | Обласна дитяча клінічна лікарня, м. Мукачеве, лікар ортопед — травматолог                                           |
| 15                                                      | Барчій Едуард Васильович         | 24.01.1971 | вища                | безпартійний                                                  | ПрАТ «Мукачівська автобаза», заступник директора                                                                    |
| 1                                                       | Ковач Людмила Ярославівна        | 01.06.1978 | вища                | член політичної партії Єдиний Центр                           | Закарпатський обласний театр драми та комедії, м. Мукачеве, заступник директора                                     |
| 35                                                      | Гільтайчук Віталій Степанович    | 27.08.1979 | вища                | член політичної партії Єдиний Центр                           | Виконавчий комітет Мукачівської міської ради, заступник міського голови, начальник управління міського господарства |
| 5                                                       | Тіба Терезія Василівна           | 08.04.1962 | вища                | член політичної партії Єдиний Центр                           | Виконавчий комітет Мукачівської міської ради, виконуюча обов?язки начальника управління освіти                      |
| 3                                                       | Попович Надія Василівна          | 27.01.1955 | вища                | член політичної партії Єдиний Центр                           | Мукачівська загальноосвітня школа І-ІІІ ступенів № 11, директор                                                     |
| Партія «Відродження»                                    |                                  |            |                     |                                                               | |
| 36                                                      | Черенков Артур Михайлович        | 26.12.1988 | вища                | безпартійний                                                  | слідче відділення Свалявського районного відділу УМВС України в Закарпатській області, заступник начальника         |
| 26                                                      | Кушнір Владислав Володимирович   | 08.03.1974 | вища                | безпартійний                                                  | Мукачівська РЕМ ПАТ «Закарпаттяобл- енерго»., майстер по заміні приладів                                            |
| 25                                                      | Ланьо Олександр Олександрович    | 26.02.1980 | вища                | безпартійний                                                  | Мукачівська міська асоціація адвокатів, приватнийадвокат                                                            |
| 31                                                      | Ільтьо Павло Іванович            | 04.06.1973 | вища                | безпартійний                                                  | фізична особа підприємець                                                                                           |
| 34                                                      | Ремез Олександр Васильович       | 09.09.1967 | вища                | безпартійний                                                  | Приватне підприємство «Ремо», керівник                                                                              |
| 14                                                      | Казибрід Олег Романович          | 15.08.1988 | вища                | безпартійний                                                  | готельно-ресторанний комплекс «Магнат», директор                                                                    |
| 6                                                       | Бердишев Олександр Вадимович     | 02.07.1986 | вища                | безпартійний                                                  | тимчасово не працює                                                                                                 |
| 16                                                      | Турис Світлана Леонідівна        | 07.05.1969 | вища                | безпартійна                                                   | фізична особа підприємець                                                                                           |
| 4                                                       | Ланьо Ірина Анатоліївна          | 27.07.1978 | вища                | безпартійна                                                   | студентка |
| політична партія Всеукраїнське об'єднання «Батьківщина» |                                  |            |                     |                                                               | |
| пк                                                      | Переста Олександр Михайлович     | 31.07.1961 | вища                | член політичної партії Всеукраїнське об'єднання «Батьківщина» | ТОВ «Ідеал», голова міської партійної організації                                                                   |
| 32                                                      | Лізанець Олександр Олександрович | 16.12.1976 | вища                | член політичної партії Всеукраїнське об'єднання «Батьківщина» | Фізична особа-підприємець, директор                                                                                 |
| 22                                                      | Іванюк Євгеній Сергійович        | 04.10.1991 | вища                | член політичної партії Всеукраїнське об'єднання «Батьківщина» | Фізична особа-підприємець                                                                                           |
| 17                                                      | Цибарь Іван Іванович             | 16.04.1963 | вища                | член політичної партії Всеукраїнське об'єднання «Батьківщина» | Фізична особа-підприємець                                                                                           |
| «КМКС» Партія угорців України                           |                                  |            |                     |                                                               | |
| пк                                                      | Шинк Степан Рудольфович          | 29.10.1961 | вища                | безпартійний                                                  | Мукачівська ЗОШ № 3 ім. Ф.Ракоці II, директор                                                                       |
| 22                                                      | Голуб Теодор Теодорович          | 23.12.1959 | вища                | безпартійний                                                  | Мед. центр «Гармонія», лікар                                                                                        |
| 12                                                      | Лопатюк Христина Адальбертівна   | 01.09.1981 | вища                | безпартійна                                                   | БФ «КМКС», головний референт                                                                                        |
| Політична партія "Об'єднання «САМОПОМІЧ»                |                                  |            |                     |                                                               | |
| пк                                                      | Линнік Вікторія Володимирівна    | 12.07.1974 | вища                | член Політичної партії "Об'єднання «САМОПОМІЧ»                | Головне управління юстиції у Закарпатській області, головний спеціаліст                                             |
| 24                                                      | Кравчук Юрій Олексійович         | 03.07.1975 | професійно-технічна | безпартійний                                                  | Фізична особа підприємець                                                                                           |
| 32                                                      | Фекете Богдан Іванович           | 11.02.1977 | вища                | безпартійний                                                  | ПАТ «Закарпаттяобленерго», інженер-проєктант ВКБ                                                                    |

### Депутати VI скликання
За результатами місцевих виборів 2010 року:
- Кількість мандатів: 42
- Кількість мандатів, отриманих за результатами виборів: 41
- Кількість мандатів, що залишаються вакантними: 1

#### За суб'єктами висування
| Суб'єкт висування                                       | Кількість обраних депутатів | %    |
| ------------------------------------------------------- | --------------------------- | ---- |
| Єдиний Центр                                            | 32                          | 76,2 |
| Партія регіонів                                         | 4                           | 9,5  |
| Політична партія Всеукраїнське об'єднання «Батьківщина» | 2                           | 4,8  |
| Політична партія «Фронт Змін»                           | 2                           | 4,8  |
| «КМКС» Партія угорців України                           | 1                           | 2,4  |
| Політична партія «УДАР»                                 | 1                           | 2,4  |

#### За округами
| № округу                                                                             | Прізвище, ім'я, по батькові    | Дата визнання обраним | Освіта             | Партійна приналежність                                | Відомості про обраного депутата                                                        |
| ------------------------------------------------------------------------------------ | ------------------------------ | --------------------- | ------------------ | ----------------------------------------------------- | -------------------------------------------------------------------------------------- |
| Єдиний Центр                                                                         |                                |                       |                    |                                                       |                                                                                        |
| б/м                                                                                  | Білоус Ігор Михайлович         | 05.11.2010            | вища               | член Єдиного Центру                                   | Мукачівська ЦРЛ, лікар ортопед — травматолог                                           |
| б/м                                                                                  | Паламарчук Ольга Семенівна     | 05.11.2010            | вища               | член Єдиного Центру                                   | обласна дитяча лікарня, м. Мукачево, лікар ортопед — травматолог                       |
| б/м                                                                                  | Гороховська Галина Романівна   | 05.11.2010            | вища               | член Єдиного Центру                                   | Мукачівський міський виконавчий комітет, заступник міського голови                     |
| б/м                                                                                  | Тіба Терезія Василівна         | 05.11.2010            | вища               | член Єдиного Центру                                   | Мукачівський міський виконавчий комітет, начальник управління освіти                   |
| б/м                                                                                  | Проскура Володимир Федорович   | 05.11.2010            | вища               | член Єдиного Центру                                   | Мукачівський державний університет, декан факультету економіки і менеджменту МДУ       |
| б/м                                                                                  | Мичка Золтан Федорович         | 05.11.2010            | вища               | член Єдиного Центру                                   | пенсіонер                                                                              |
| б/м                                                                                  | Бендасюк Віталій Степанович    | 05.11.2010            | вища               | член Єдиного Центру                                   | Мукачівський міський виконавчий комітет, член виконкому                                |
| б/м                                                                                  | Улинець Тетяна Валеріївна      | 05.11.2010            | вища               | член Єдиного Центру                                   | Мукачівський міський виконавчий комітет, головний спеціаліст відділу торгівлі          |
| б/м                                                                                  | Хома Степан Іштванович         | 05.11.2010            | вища               | член Єдиного Центру                                   | управління справами апарату ВРУ, помічник — консультант народного депутата України     |
| б/м                                                                                  | Гавришко Наталія Григорівна    | 05.11.2010            | вища               | член Єдиного Центру                                   | Мукачівська дитяча школа мистецтв № 1 ім. С. Мартона, директор                         |
| б/м                                                                                  | Жабко Наталія Василівна        | 05.11.2010            | вища               | член Єдиного Центру                                   | Мукачівська загальньоосвітня школа № 10, директор                                      |
| б/м                                                                                  | Товчко Олексій Павлович        | 05.11.2010            | вища               | член Єдиного Центру                                   | Мукачівське міське товариство «Союз Чорнобиль Україна», голова                         |
| б/м                                                                                  | Шушкевич Михайло Якович        | 05.11.2010            | вища               | позапартійний                                         | Мукачівська міська організація «Ветеранів України», голова                             |
| 1                                                                                    | Євстратьєв Роман Романович     | 05.11.2010            | середня            | член Єдиного Центру                                   | приватний підприємець                                                                  |
| 2                                                                                    | Кабаці Богдан Іванович         | 05.11.2010            | вища               | позапартійний                                         | Мукачівський фінансово-комерційний технікум, директор                                  |
| 3                                                                                    | Галай Олександр Юрійович       | 05.11.2010            | вища               | член Єдиного Центру                                   | Мукачівський міський виконавчий комітет, заступник міського голови — керуючий справами |
| 4                                                                                    | Радиш Ігор Петрович            | 05.11.2010            | вища               | член Єдиного Центру                                   | Мукачівський міський виконавчий комітет, заступник міського голови                     |
| 5                                                                                    | Кушнір Іван Іванович           | 05.11.2010            | вища               | член Єдиного Центру                                   | Мукачівський гуманітарно-педагогічний коледж, директор                                 |
| 6                                                                                    | Іваницька Ганна Василівна      | 05.11.2010            | вища               | член Єдиного Центру                                   | Мукачівський міський виконавчий комітет, заступник міського голови                     |
| 7                                                                                    | Морека Микола Миколайович      | 05.11.2010            | вища               | член Єдиного Центру                                   | Мукачівська загальноосвітня школа І-ІІІ ст. № 1 ім. О. С. Пушкіна, директор            |
| 8                                                                                    | Деркач Євгенія Михайлівна      | 05.11.2010            | середня            | член Єдиного Центру                                   | Мукачівська ЦРЛ, дільнична медична сестра                                              |
| 10                                                                                   | Бігун Марія Іванівна           | 05.11.2010            | вища               | член Єдиного Центру                                   | ВАТ «Мукачівська трикотажна фабрика „Мрія“, директор по виробництву                    |
| 11                                                                                   | Кукушкін Іван Іванович         | 05.11.2010            | вища               | член Єдиного Центру                                   | Закарпатська школа вищої спортивної майстерності                                       |
| 12                                                                                   | Шкріба Михайло Васильович      | 05.11.2010            | вища               | член Єдиного Центру                                   | ДП „Барва-Авто“, директор                                                              |
| 14                                                                                   | Лабош Михайло Михайлович       | 05.11.2010            | вища               | член Єдиного Центру                                   | Мукачівський міський виконавчий комітет, заступник міського голови                     |
| 15                                                                                   | Маняк Іван Георгійович         | 05.11.2010            | вища               | член Єдиного Центру                                   | Мукачівський міський виконавчий комітет, секретар Мукачівської міської ради            |
| 16                                                                                   | Ілов Василь Адамович           | 05.11.2010            | вища               | член Єдиного Центру                                   | Мукачівська загальноосвітня школа І-ІІІ ст. № 16, директор                             |
| 17                                                                                   | Сенько Іван Васильович         | 05.11.2010            | вища               | член Єдиного Центру                                   | спеціальна школа-інтернат для сліпих та слабозорих дітей, директор                     |
| 18                                                                                   | Шубець Володимир Омелянович    | 05.11.2010            | середня            | член Єдиного Центру                                   | ТОВ КМЦ „Барви“, директор                                                              |
| 19                                                                                   | Гавришко Мирослав Гаврилович   | 05.11.2010            | вища               | член Єдиного Центру                                   | Мукачівська ЦРЛ, заступник головного лікаря                                            |
| 20                                                                                   | Якимчук Віталій Серафимович    | 05.11.2010            | вища               | член Єдиного Центру                                   | Мукачівська спеціалізована загальноосвітня школа І-ІІІ ст. № 4, директор               |
| 21                                                                                   | Чорі Василь Васильович         | 05.11.2010            | вища               | член Єдиного Центру                                   | Мукачівська загальноосвітня школа І-ІІІ ст. № 20, директор                             |
| „КМКС“ Партія угорців України»                                                       |                                |                       |                    |                                                       |                                                                                        |
| б/м                                                                                  | Гайдош Ольга Василівна         | 05.11.2010            | середня спеціальна | член політичної партії «КМКС» Партія угорців України" | пенсіонер                                                                              |
| Партія регіонів                                                                      |                                |                       |                    |                                                       |                                                                                        |
| б/м                                                                                  | Швардак Василь Васильович      | 05.11.2010            | вища               | член Партії регіонів                                  | приватне підприємство «Крок», директор                                                 |
| б/м                                                                                  | Кунак Володимир Іллешович      | 05.11.2010            | вища               | член Партії регіонів                                  | ТзОВ «МРТ — Високі медичні технології», заступник директора                            |
| б/м                                                                                  | Швардак Віта Василівна         | 05.11.2010            | вища               | член Партії регіонів                                  | приватне підприємство «Проспект», директор                                             |
| 9                                                                                    | Чубирко Іван Іванович          | 05.11.2010            | вища               | член Партії регіонів                                  | тимчасово не працює                                                                    |
| Політична партія Всеукраїнське об'єднання «Батьківщина»                              |                                |                       |                    |                                                       |                                                                                        |
| б/м                                                                                  | Переста Олександр Михайлович   | 05.11.2010            | вища               | член Всеукраїнського об'єднання «Батьківщина»         | ТзОВ «Ідеал», директор                                                                 |
| б/м                                                                                  | Колядка Іван Михайлович        | 05.11.2010            | вища               | член Всеукраїнського об'єднання «Батьківщина»         | ТОВ «Торговий дім», директор                                                           |
| Політична партія «УДАР (Український Демократичний Альянс за Реформи) Віталія Кличка» |                                |                       |                    |                                                       |                                                                                        |
| 13                                                                                   | Йонаш Іван Михайлович          | 05.11.2010            | середня            | позапартійний                                         | ОРХЕЦ «Нове Життя», єпископ                                                            |
| Політична партія «Фронт Змін»                                                        |                                |                       |                    |                                                       |                                                                                        |
| б/м                                                                                  | Герасимюк Сергій Олександрович | 05.11.2010            | вища               | член Політичної партії «Фронт Змін»                   | ТОВ «Інформмедія», онлайн СЕО менеджер                                                 |